# Звездане стазе II: Канов гнев
Звездане стазе II: Канов гнев (енгл. Star Trek II: The Wrath of Khan) амерички је научнофантастични филм из 1982. године, у режији Николаса Мејера, заснован на телевизијској серији Звездане стазе. Ово је други филм у филмском серијалу Звездане стазе и самостални наставак филма Звездане стазе: Играни филм (1979). Радња прати адмирала Џејмса Т. Кирка (Вилијам Шатнер) и посаду свемирског брода Ентерпрајз, који се суочавају са генетски модификованим тиранином Каном Нунијеном Сингом (Рикардо Монталбан). Када Кан побегне из петнаестогодишњег изгнанства да би се осветио Кирку, посада Ентерпрајза мора да га спречи да се домогне моћног уређаја за тераформирање по имену „Постање”. Филм започиње причу која се наставља у филму Звездане стазе III: Потрага за Споком (1984) и завршава филмом Звездане стазе IV: Путовање кући (1986).
Након помешане реакције критичара на први филм, творац серије Џин Роденбери био је приморан да се повуче из продукције наставка. Извршни продуцент Харви Бенет написао је синопсис филма, који је Џек Б. Сауардс развио у сценарио. Режисер Николас Мејер довршио је коначну верзију сценарија за само дванаест дана, а да није прихватио званични статус сценаристе. Његов приступ је евоцирао авантуристички дух оригиналне серије, па је сам филм описао као „Хорацио Хорнблоуер у свемиру”, што је додатно наглашено музичком партитуром Џејмса Хорнера. Ленард Нимој првобитно није имао намеру да глуми у наставку, али је био убеђен да се врати након обећања да ће његов лик добити драматичну сцену смрти. Негативна реакција тест публике на Спокову смрт довела је до значајних измена у завршници филма, упркос Мејеровом противљењу. Продукциони тим применио је разне технике уштеде трошкова како би остали у оквиру буџета, укључујући коришћење минијатура из ранијих пројеката и поновно коришћење сетова, ефеката и костима из првог филма. Ово је уједно и први филм у коме је једна цела секвенца направљена искључиво компјутерском графиком.
Филм је у Северној Америци објављен 4. јуна 1982. године у дистрибуцији студија Paramount Pictures. Постигао је велики комерцијални успех, зарадивши 97 милиона долара широм света и поставивши светски рекорд у заради на дан премијере. Реакције критичара биле су претежно позитивне — рецензенти су истакли Канов лик, Мејерову режију, побољшану глуму, темпо филма и интеракцију ликова као најјаче елементе. Негативне критике углавном су се односиле на слабије визуелне ефекте и неке глумачке наступе. Канов гнев се често сматра најбољим филмом у серијалу Звездане стазе и често му се приписује заслуга за поновно оживљавање интересовања за франшизу. Године 2024, Конгресна библиотека изабрала је овај филм за чување у Националном регистру филмова Сједињених Држава.

## Радња
Године 2285, адмирал Џејмс Т. Кирк надгледа симулациону обуку кадета под командом капетана Спока. У симулацији, потпоручница Савик командује свемирским бродом Ентерпрајз у мисији спасавања посаде оштећеног брода Кобајаши Мару, али их нападају Клингонци и брод бива критично оштећен. Реч је о симулацији „безизлазне ситуације”, дизајнираној да тестира карактер официра Звездане флоте. Касније, доктор Ленард Мекој посећује Кирка поводом његовог рођендана; видевши да је нерасположен због својих година, саветује му да преузме нову команду уместо да стари иза канцеларијског стола.
У међувремену, свемирски брод Рилајант налази се у мисији тражења мртве планете погодне за тестирање уређаја Постање — технологије способне да преобликује неживу материју у планете погодне за живот. Капетан Рилајанта, Кларк Терел, и први официр Павел Чехов телепортују се на планету за коју погрешно верују да је Цети Алфа VI. Тамо их заробљава генетски модификовани тиранин Кан Нунијен Синг, који им открива да се налазе на Цети Алфи V. Петнаест година раније, Кирк је Кана и његове следбенике протерао на ту планету након што су покушали да преузму Ентерпрајз. Шест месеци касније, Цети Алфа VI је експлодирала, променивши орбиту суседне планете и претворивши Цети Алфу V у пустош. Катастрофа је убила многе Канове следбенике, укључујући и његову супругу, коју су усмртили локални паразити — цети јегуље.
Кан усађује ларве тих јегуља Чехову и Терелу у мозак, чинећи их подложним менталној контроли, и уз њихову помоћ преузима Рилајант. Иако његов поручник Јоахим предлаже да одустане од освете, Кан је одлучан у намери да убије Кирка. Сазнавши за Постање, Кан напада свемирску станицу Регула I, где уређај развија Киркова бивша љубавница, докторка Керол Маркус, заједно са њиховим сином, Дејвидом.
Када Ентерпрајз добије позив у помоћ са Регуле I, Кирк преузима команду над бродом. На путу ка станици, Рилајант их изненада напада и тешко оштећује. Кан нуди да поштеди посаду ако му предају све информације о Постању, али Кирк одуговлачи и, искористивши Каново непознавање контролних система бродова, даљински спушта штитове Рилајанта, што омогућава противудар. Кан се повлачи ради поправки, а Ентерпрајз стиже до Регуле I. Кирк, Мекој и Савик се телепортују на станицу и проналазе Терела и Чехова живе, али чланове научног тима убијене. Керол и Дејвид су се сакрили дубоко у оближњи планетоид, где је сакривено Постање. Кан, користећи Чехова и Терела као шпијуне, наређује им да убију Кирка; Терел се бори против контроле паразита и извршава самоубиство, док се Чехов сруши када јегуља изађе из његовог тела. Кан телепортује Постање на Рилајант и оставља Кирка заробљеног, али је преварен Кирковим и Споковим шифрованим договором о сусрету. Кирк води Ентерпрајз у оближњу маглину Мутара, намамивши Кана да их прати. Унутар маглине, штитови не функционишу, а системи за навођење су ометени, па су бродови изједначени. Спок примећује да Кан не разуме тродимензионалну тактику, што Кирк користи да оштети Рилајант.
Смртно рањен, Кан активира Постање, цитирајући капетана Ахаба из Мобија Дика док умире. Посада Ентерпрајза открива да је уређај активиран и покушава да побегне, али са оштећеним ворп погоном не могу да напусте маглину на време. Спок одлази у радиоактивну погонску просторију да би ручно активирао ворп погон. Када Мекој покуша да га заустави, Спок га онеспособљава и телепатски му преноси поруку: „Сети се”. Спок поправља погон, и Ентерпрајз улази у ворп у последњем тренутку, бежећи од експлозије која ствара нову планету. Пре него што подлегне смртној дози зрачења, Спок моли Кирка да не тугује, јер је његова жртва била логична. Кирк и посада приређују свемирску сахрану за Спока, чија капсула слеће на новонасталу планету Постање.

## Улоге
| Глумац            | Улога            |
| ----------------- | ---------------- |
| Вилијам Шатнер    | Џејмс Т. Кирк    |
| Рикардо Монталбан | Кан Нунијен Синг |
| Ленард Нимој      | Спок             |
| Дифорест Кели     | Ленард Мекој     |
| Џејмс Духан       | Монтгомери Скот  |
| Џорџ Такеи        | Хикару Сулу      |
| Волтер Кениг      | Павел Чехов      |
| Нишел Николс      | Ухура            |
| Биби Беш          | Керол Маркус     |
| Мерит Батрик      | Дејвид Маркус    |
| Пол Винфилд       | Кларк Терел      |
| Керсти Али        | Савик            |
| Џадсон Скот       | Јоахим           |